# Кобец, Григорий Яковлевич
Григорий Яковлевич Кобец (настоящее имя — Михаил Моисеевич Драч; 7 [20] июля 1900, Елисаветград, Херсонская губерния — 9 сентября 1990, Минск) — советский драматург, прозаик и сценарист, Заслуженный деятель искусств Белорусской ССР (1935), член Союза писателей СССР (1935).

## Биография
После окончания средней школы в 1910 году поступил в ремесленное училище, который он окончил в 1914 году. После окончания училища некоторое время работал слесарем. В 1914 году был мобилизован в армию в связи с началом Первой мировой войны и был направлен на австрийский фронт, где получил ранение средней тяжести. После лечения в госпитале был демобилизован, однако в связи с началом Гражданской войны в РСФСР ушёл добровольцем в Красную армию и был направлен в 1-ю Конную армию. По сравнению с Первой мировой войной, здесь служба прошла относительно спокойно. После демобилизации устроился на работу на один из заводов в должность кочегара, одновременно с этим в 1925 году поступил в один из техникумов, который он окончил в 1928 году.
Начиная с 1920-х годов начал писать статьи, очерки и фельтоны, видимо это новое увлечение и определило его будущую карьеру. В 1928 году вошёл в состав газеты Рабочий, где он заведовал отделом вплоть до 1930 года. В 1930 году вошёл в состав киностудии Белгоскино, где он заведовал сценарным отделом его филиала в Ленинграде. В 1932 году вошёл в состав Биробиджанской газеты, где он до 1935 года работал в должности литературного сотрудника. В 1939 году устроился на работу на Хабаровскую студию кинохроники, где он занимал должность редактора вплоть до 1941 года.
Скончался 9 сентября 1990 года. Похоронен на Северном кладбище Минска.

## Произведение
- Гута: П’еса ў 3 дзеях. Мн., 1970;
- Аўтабіяграфія // Вытокі песні. Мн., 1973;
- Ноеў каўчэг: Старонкі з аповесці // ЛіМ. 1988. 22 ліп.;
- Ноев ковчег: Повесть // Нёман. 1989. № 3;
- Письма из ссылки (1958—1960 гг.) // Нёман. 1998. № 9.

## Фильмография

### Сценарист
- 1931 — Ураган
- 1934 — Дважды рождённый
- 1936 — Искатели счастья
- 1937 — Днепр в огне